# Nothodaptus
Nothodaptus is een geslacht van kevers uit de familie van de loopkevers (Carabidae). De wetenschappelijke naam van het geslacht is voor het eerst geldig gepubliceerd in 1906 door Maindron.

## Soorten
Het geslacht Nothodaptus is monotypisch en omvat slechts de volgende soort:
- Nothodaptus simplex (Peringuey, 1896)